# Обзир (планина)
Обзир  је планински масив који се протеже јужно од планине Љубишње, непосредно до кањона Таре. Највиши врх је Смјетоваче (1 869 m), који досеже до ивице поменутог кањона, са које се пружа поглед на кањон и околину. У рејону највишег врха кањон Таре је најдубљи.
На Обзиру, поред Смјетоваче, постоји још један централни врх који носи назив Мијајлов до. Он је добио име по једној долини која се налази на њему. У продужетку главног врха, према кањону излази се на видиковац десног голетнијег врха који се назива Велика раван. 
Долазак до Обзира подразумева претходан долазак до Љубишње преко Бобова, путем од Пљеваља у дужини од 40 кm. Обзир је доступан и из правца Фоче.